# Schronisko na Trościanie
Schronisko PTT na Trościanie – nieistniejące obecnie schronisko turystyczne położone na wysokości 1230 m n.p.m., na południowym stoku Trościana (1235 m n.p.m.) w Bieszczadach Wschodnich.

Obiekt powstał w 1933 roku w dawnym domku myśliwskim firmy Bracia Groedel i był prowadzony przez oddział Drohobycko-Borysławski Polskiego Towarzystwa Tatrzańskiego w Drohobyczu. Dysponował 30 miejscami noclegowymi (10 łóżek, 20 sienników).

## Szlaki turystyczne w 1936 r.
Na Trościan prowadziły szlaki turystyczne: ze Sławska oraz z Ławocznego przez Tarnawkę.